# Schweiberg (helling)
De Schweiberg is een helling en heuvelrug in het Heuvelland gelegen ten zuidwesten van Mechelen in de gemeente Gulpen-Wittem in het zuiden van de Nederlandse provincie Limburg. Op de helling van deze heuvel is het gelijknamige gehucht Schweiberg gelegen. De beklimming loopt vanuit het Geuldal op 110 meter tot aan het gehucht Eperheide op 220 meter.
De helling wordt aan de noordzijde begrensd door het dal van de Landeus en in de zuidzijde door het dal van de Nutbron. De heuvelrug is een oostelijke uitloper van het Plateau van Crapoel.

## Wielrennen
De helling is meermaals opgenomen in de wielerklassieker Amstel Gold Race. De klim wordt dan eenmaal bedwongen, als negende klim na de Loorberg en voor de Camerig.